# 연승희
연승희는 대한민국의 가수이다. 2013년 1집 앨범 <웃기는 남자>로 데뷔하였다.

## 수상
- 2016년 제 10회 가요작가의 날 신인가수상
- 2018년 한국가수협회 TKBN TV 대한민국 가요대상 인기대상
- 2018년 대한민국 문화예술대상 사회봉사가수대상
- 2019년 대한민국 가요대상 10대가수상
- 2019년 제 2회 가요TV 가요대상 올해의가수상

## 앨범
- 2013년 웃기는 남자
- 2016년 사랑 그리고 사랑
- 2020년 세븐꽃

## 노래
- 2020년 그대여 가지말아요
- 2020년 사랑해줘요
- 2020년 정주고 내가우네
- 2020년 부산갈매기